# Eurolines
Eurolines – zrzeszenie europejskich przewoźników autokarowych świadczących pod wspólną marką międzynarodowe usługi przewozowe, zarejestrowane w Belgii jako organizacja non-profit, funkcjonujące od 1985 roku.
Sieć Eurolines obejmowała większość państw europejskich oraz Maroko. Do zrzeszenia należy kilkanaście spółek.
Największa część Eurolines, należąca do grupy Transdev kontrolowanej przez rząd Francji, została wykupiona w kwietniu 2019 roku przez niemieckie przedsiębiorstwo Flixmobility i włączona w siatkę połączeń FlixBus. Przejęcie dotyczyło działalności Eurolines we Francji, Holandii, Belgii, Czechach i Hiszpanii.
Obecnie (2020) marka jest rozwijana przez niemiecką firmę Deutsche Touring, będącą własnością Croatia Bus, we współpracy z operatorami w niektórych innych krajach.

## Eurolines w Polsce
W Polsce w latach 1996–2004 do sieci Eurolines należało Przedsiębiorstwo Międzynarodowych Przewozów Samochodowych „Pekaes”, od 2000 roku współpracując z pięcioma innymi przedsiębiorstwami, jako Eurolines Polska. Po prywatyzacji „Pekaesu”, w latach 2004–2013 była to Eurolines Polska Sp. z o.o. Po likwidacji Eurolines Polska Sp. z o.o., od 2013 roku przedstawicielem Eurolines w Polsce jest firma „Mądeltrans” Jerzy Mądel w Tarnowie zs. w Pogórskiej Woli jako Eurolines Polska. Od 2018 roku przedstawicielem Eurolines w Polsce jest Prywatne Biuro Podróży „Sindbad” S.A. w Opolu jako Partner of Eurolines. Od 2019 roku domena Eurolines.pl przekierowuje na stronę FlixBus Polska, która obwieszcza, że Eurolines stały się częścią FlixBusa.

## Operatorzy
- Bośnia i Hercegowina: Centrotrans(inne języki)[9],
- Bułgaria: Karat-S[10],
- Chorwacja: Autotrans(inne języki)[11], Croatia Bus,
- Irlandia: Bus Éireann[12],
- Litwa, Łotwa, Estonia: KowTra(inne języki)[13],
- Mołdawia: Eurolines Mołdawia[14],
- Niemcy, Austria: Deutsche Touring(inne języki)[15][16],
- Polska: Mądeltrans[6], Sindbad[7],
- Serbia: Lasta[17],
- Szwajcaria: Autourisme Léman + Eggmann Frey[18].

Włączone do sieci FlixBusa:
- Belgia[2],
- Czechy[2],
- Francja[19],
- Hiszpania[20],
- Holandia[21],
- Maroko[22],
- Polska[8],
- Portugalia[23],
- Rumunia[24],
- Wielka Brytania[2],
- Włochy[25].